# Richard Budgett
Richard Budgett, né le 20 mars 1959 à Glasgow, est un rameur d'aviron britannique.

## Palmarès

### Jeux olympiques
- 1984 à Los Angeles
  -  Médaille d'or en quatre barré[1]